# Grzegorz Sandomierski
Grzegorz Sandomierski, né le 5 septembre 1989 à Białystok, est un footballeur international polonais qui évolue au poste de gardien de but.

## Biographie

### Ses débuts en Pologne, à dix-huit ans
Grzegorz Sandomierski est formé au Jagiellonia Białystok, le club principal de sa ville. Passé professionnel en 2007, il joue néanmoins le plus souvent avec la réserve. Le 1er mars 2008, profitant de la blessure du titulaire Jacek Banaszyński, il dispute son premier match de championnat contre le Cracovia, et s'incline devant les attaquants cracoviens par deux fois. Il joue ensuite quatre autres matches d'Ekstraklasa, et encaisse pas moins de quatorze buts.
N'ayant pas su saisir sa chance, Sandomierski est écarté de l'équipe lors de la saison 2008-2009. Il se blesse même lourdement à l'été, et doit quitter les terrains durant six mois. Remis sur pied, il est aussitôt prêté au Ruch Wysokie Mazowieckie, club de troisième division. Il n'éprouve pas de difficultés pour s'y imposer, et ne manque qu'une rencontre en une demi-saison, ayant été expulsé lors de la vingt-huitième journée.

### Prend la place de titulaire au Jagiellonia Białystok
Revenu à Białystok à l'issue de son prêt, en juin 2009, Sandomierski joue tout d'abord le rôle de doublure, derrière Rafał Gikiewicz. Toutefois, ce dernier perd rapidement sa place, commettant de nombreuses erreurs. Le jeune gardien de vingt ans en profite pour jouer quelques matchs et pour entamer une série d'invincibilité, arrêtée au bout de six journées à la suite d'un but d'Artur Sobiech. L'organisateur du championnat lui décerne même le prix de « meilleur joueur du mois » d'octobre 2009,. Sandomierski subit ensuite la venue au club de l'ancien international Grzegorz Szamotulski, mais retrouve sa place dans les cages en février 2010. Il enchaîne les matches sans prendre de but mais ne joue pas en fin de saison la finale de la Coupe de Pologne, remportée pour la première fois de son histoire par son club, l'entraîneur ayant préféré faire confiance au deuxième gardien comme lors du reste de la compétition. Qualifié pour la Ligue Europa, le jeune Polonais gagne tout d'abord la Supercoupe de Pologne, premier titre de sa carrière, avant de fouler la pelouse grecque de l'Áris Salonique. Après s'être bien battue, son équipe quitte la compétition mais se reprend en championnat, où elle est sur le devant de la scène. Premier à mi-parcours, le Jaga peut compter sur son jeune gardien, qui fait partie de la meilleure défense d'Ekstraklasa avec treize buts encaissés et est nommé meilleur espoir de l'année. Alors que la trêve a débuté avec une semaine d'avance, le natif de Białystok est appelé en sélection nationale, composée exclusivement de joueurs du championnat. Contre la Bosnie-Herzégovine le 10 décembre, il joue les quatre-vingt-dix minutes du match et encaisse deux buts (match nul de la Pologne). Il joue un autre match international deux mois plus tard, juste avant la reprise du championnat. De retour à Białystok, Sandomierski ne peut empêcher la chute de son équipe, composée en grande partie de joueurs inexpérimentés, et voit le Wisła Cracovie le dépasser au classement. Quatrième en fin de saison, le Jagiellonia décroche tout de même la dernière place européenne, qualificative pour le premier tour de la Ligue Europa.

### Tente de s'imposer à l'étranger, sans succès
Convoité par de nombreux clubs à l’inter-saison, le Polonais dispute tout de même les matches de préparation de son équipe puis ceux de Ligue Europa. Tête de série, le Jagiellonia subit une grosse désillusion en se faisant éliminer par l'Irtych Pavlodar, ce qui relance les rumeurs de départ concernant son gardien de but. Au centre d'une lutte entre le KRC Genk et le Celtic Football Club, amateur de gardiens polonais, Sandomierski choisit à la mi-août le champion en titre belge qualifié pour la Ligue des Champions, qui cède environ un million et demi d'euros à son club formateur. Genk était à la recherche d'un gardien après les départs de Thibaut Courtois pour Chelsea et de Koen Casteels vers Hoffenheim.
Doublure de Laszlo Köteles, Sandomierski n'a pas l'occasion de se montrer malgré les mauvais résultats de son club, qui encaisse seize buts en six matches de Ligue des Champions et se classe dernier de son groupe et qui possède également la moins bonne défense du groupe de tête en championnat. Le Polonais ne joue qu'un match en Coupe de Belgique, le 21 septembre contre Deinze (victoire six à deux).
Désireux de reprendre la compétition pour figurer dans le groupe polonais à l'Euro 2012, Sandomierski n'a d'autre choix que de rentrer à Białystok, le règlement FIFA interdisant d’évoluer pour trois formations différentes lors de la même saison. Le 24 janvier, il revient donc en prêt dans son club formateur pour une durée de six mois.

## Palmarès

### En club
- Avec le Jagiellonia Białystok :
  - Vainqueur de la Coupe de Pologne en 2010
  - Vainqueur de la Supercoupe de Pologne en 2010
- Avec le Zawisza Bydgoszcz :
  - Vainqueur de la Supercoupe de Pologne en 2014
- Avec le Dinamo Zagreb :
  - Champion de Croatie en 2014
- Avec le CFR Cluj :
  - Champion de Roumanie en 2021

### Distinctions personnelles
- Meilleur joueur du championnat polonais : octobre 2009[2]
- Meilleur espoir du championnat polonais : 2010[5]